# رقص آتش (آلبوم)
رقص آتش (انگلیسی: Dance of Fire) سومین آلبوم منتشر شده توسط عزیزه مصطفی‌زاده هنرمند آذری موسیقی جاز است که در سال ۱۹۹۵منتشر شد.

## ضبط و موسیقی
این آلبوم در استودیو موسیقی سونی در نیویورک در ژانویه و فوریهٔ ۱۹۹۵ ضبط شد. تهیه‌کنندگی این آلبوم را راینهارد کارواتکی بر عهده داشته‌است. محتوای این آلبوم «جاز برگرفته از بی‌باپ را با عناصری از موسیقی محلی و مقامی آذربایجان ترکیب می‌کند.» آهنگسازی و تنظیم تمام محتوای موسیقایی این آلبوم توسط مصطفی‌زاده انجام شده‌است.

## بازخوردها
| بررسی انتقادی | بررسی انتقادی |
| منبع          | رتبه‌بندی      |
| ------------- | ------------- |
| آل‌میوزیک      | [ ۲ ]         |

منتقد آل‌میوزیک نوشته‌است که «نوازندگی پیانو او در این آلبوم زیبا و روان است و نوازندگان پشتیبان فوق ستارهٔ او را تحت‌الشعاع قرار می‌دهد.»  منتقد مجله موسیقی بی‌بی‌سی اظهار داشته‌است: «در اینجا یک شیب جدید در آواز جاز وجود دارد، درست زمانی که فکر می‌کردید همه‌چیز دربارهٔ این موضوع گفته شده‌است».

## فهرست قطعه‌ها
1. «بومرنگ» – ۴:۲۴
2. «رقص آتش» – ۶:۰۲
3. «شهرزاده» – ۲:۵۲
4. «آرزو» – ۲:۲۳
5. «ژل بانا بانا (دختر بد)» – ۱۲:۳۲
6. «سایه» – ۵:۵۴
7. «کارناوال» – ۷:۲۹
8. «شور» – ۷:۱۰
9. «تصویر اسپانیایی» – ۹:۰۰
10. «ادامه دارد» - ۵:۵۹
11. «پدر» – ۵:۵۷

## عوامل
- عزیزه مصطفی‌زاده – پیانو، آواز
- ال دی میولا – گیتار آکوستیک
- بیل ایوانز – ساکسیفون سوپرانو، ساکسیفون تنور
- استنلی کلارک – گیتار بیس آکوستیک، گیتار بیس الکتریک
- کای ئی. کارپه دی کامارگو – گیتار بیس الکتریک ۵ سیم
- عمر حکیم – درام